# 科技城

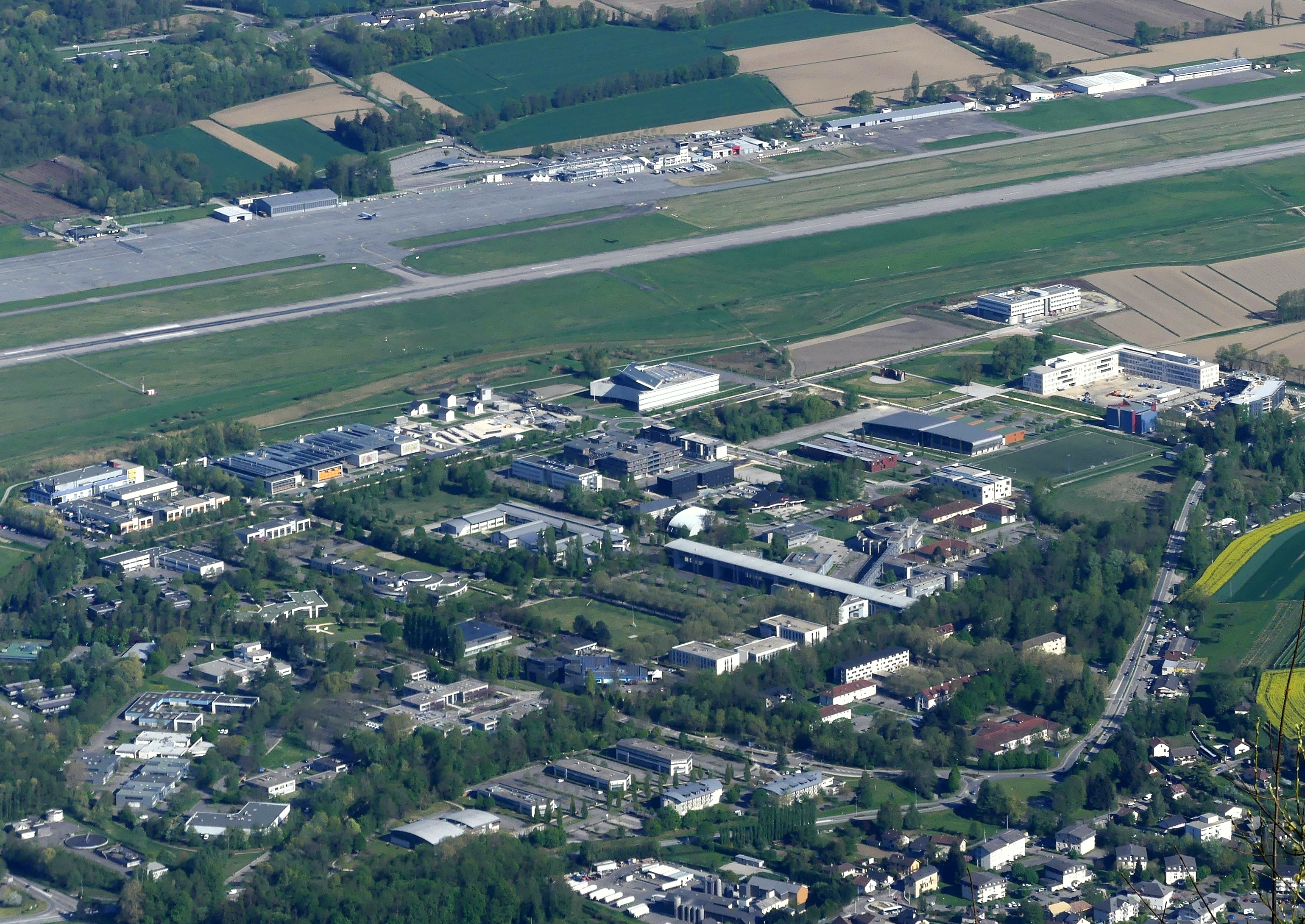
科技城圖片

科技城（英語：technopole）是指基于高科技制造业和信息业的第四产业中心。 该术语由艾伦·J·斯科特（Allen J. Scott）于1990年所创，用以描述南加州在高科技领域迅速发展的地区。该术语如今的描述范围更广，可以指全世界的致力于技术创新的地区。科技城的组成部分通常包括本地公司、大学、金融机构和公共研究组织。科技城可以由私企开发，也可以由公共部门与私企合作开发。 